# Бампинг

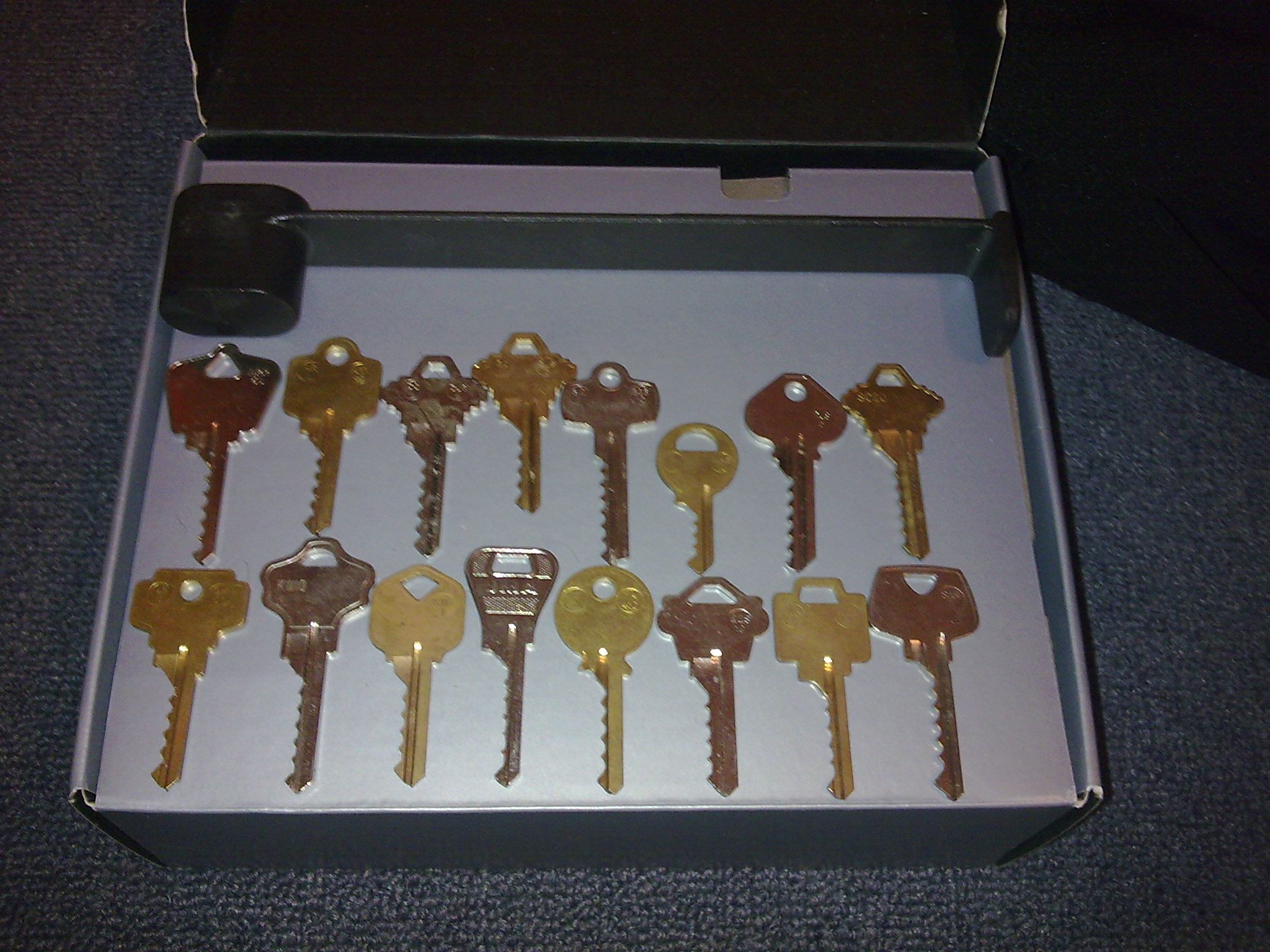
Набор ключей для бампинга

Ба́мпинг (англ. bump «удар, толчок, столкновение») — метод вскрытия замков, основанный на передаче кинетической энергии штифтам вследствие ударов по специально выточенному ключу. Штифты хаотически подбрасываются, и, повернув бамп-ключ в нужный момент, можно открыть замок. Такой метод взлома не оставляет видимых следов и работает на тумблерно-штифтовых системах и замках с вертикальной фрезеровкой секрета.

## Антибампинг
Антибампинг — технология защиты замка от вскрытия методом бампинга. Высокую степень защиты от взлома обеспечивает наличие в цилиндре замка телескопических пинов, секретность которых составляет 2-2,5 миллиона комбинаций. Ключ для такого цилиндра имеет дополнительные бороздки.
Принцип действия антибампинга следующий: штифты подходят к ключу в двух плоскостях. Два параллельно расположенных ряда пинов снизу и один сверху считывают ключ с двух сторон. Внутри цилиндра находятся дополнительные пружины. В случае попытки открывания бамп-ключом они не дают штифтам встать в положение «открыто». Поймать нужную комбинацию очень сложно. Корпус цилиндра и штифты могут быть сделаны из термозакалённого материала, свойства которого превосходят латунь. Его прочность даёт высокую степень защиты от высверливания и воздействия различных отмычек.
В сумме система антибампинга делает несанкционированное вскрытие замка методом бампинга практически невозможным. Некоторые современные антибампинговые системы могут быть перекодированы в случае, если ключ был утерян.